# 新施瓦本
新士瓦本（德語：Neuschwabenland）是一塊位於南極洲毛德皇后地之內20°E和10°W之間的土地。此地在挪威對毛德皇后地領土要求因南極條約體系而凍結後，便成為沒有政府統治的地區。德國於1939年發現該地，並以發現此地的探索船士瓦本號（MS Schwabenland）命名之。而該船又命名自德國的士瓦本。德國隨後對東經20度至西經10度的南極大陸提出領土要求，並入侵挪威於1938年佔領的毛德皇后地，扣留了挪威在當地的研究人員。但實際上德國並無對新士瓦本正式提出領土要求。德國對新士瓦本的領土要求因於第二次世界大戰戰敗而被強制取消，其領土擁有權自動送回挪威手中。直至1961年，南極條約體系生效，挪威才失去對新士瓦本的管轄權。

## 背景
就如許多其他歐洲國家一樣，德國於19世紀末和20世紀初派遣了不少南極探險隊到達南極地區，而這些探險隊的目的大多是科學研究。這些探險隊到訪了不少南極地區，其中包括南冰洋、凯尔盖朗群岛、南喬治亞島與南桑威奇群島和克罗泽群岛，而他們的研究範圍涵括天文學、氣象學和水文學。他們也與其他國家的探險隊合作。隨著19世紀的結束，德國在南極地區的探險開始專注於南極洲。

德國第一次遠征南極是在1901年至1903年進行的高斯號遠征。高斯號遠征是由北極退伍軍人和地質學教授埃里希·馮·德里加爾斯基領導，並且是史上首次使用熱氣球在南極洲探險的南極遠征。探險隊亦在探險期間發現了威廉二世地。
德國第二次遠征南極是在1911年至1912年進行，由威廉·菲爾希納領導的南極洲探險。他們原本計劃橫越南極洲以了解南極洲是不是一片大陸。可是，這次遠征在開始前已經失敗了。儘管如此，探險隊仍然發現了卢伊特波尔德海岸。和龙尼-菲尔希纳冰架。於1937年，德國派遣了一隊捕鯨船隊到達南極洲捕鯨，並成功於1938年初回到德國。這次成功促使德國策劃第三次遠征南極。

### 德國第三次遠征南極

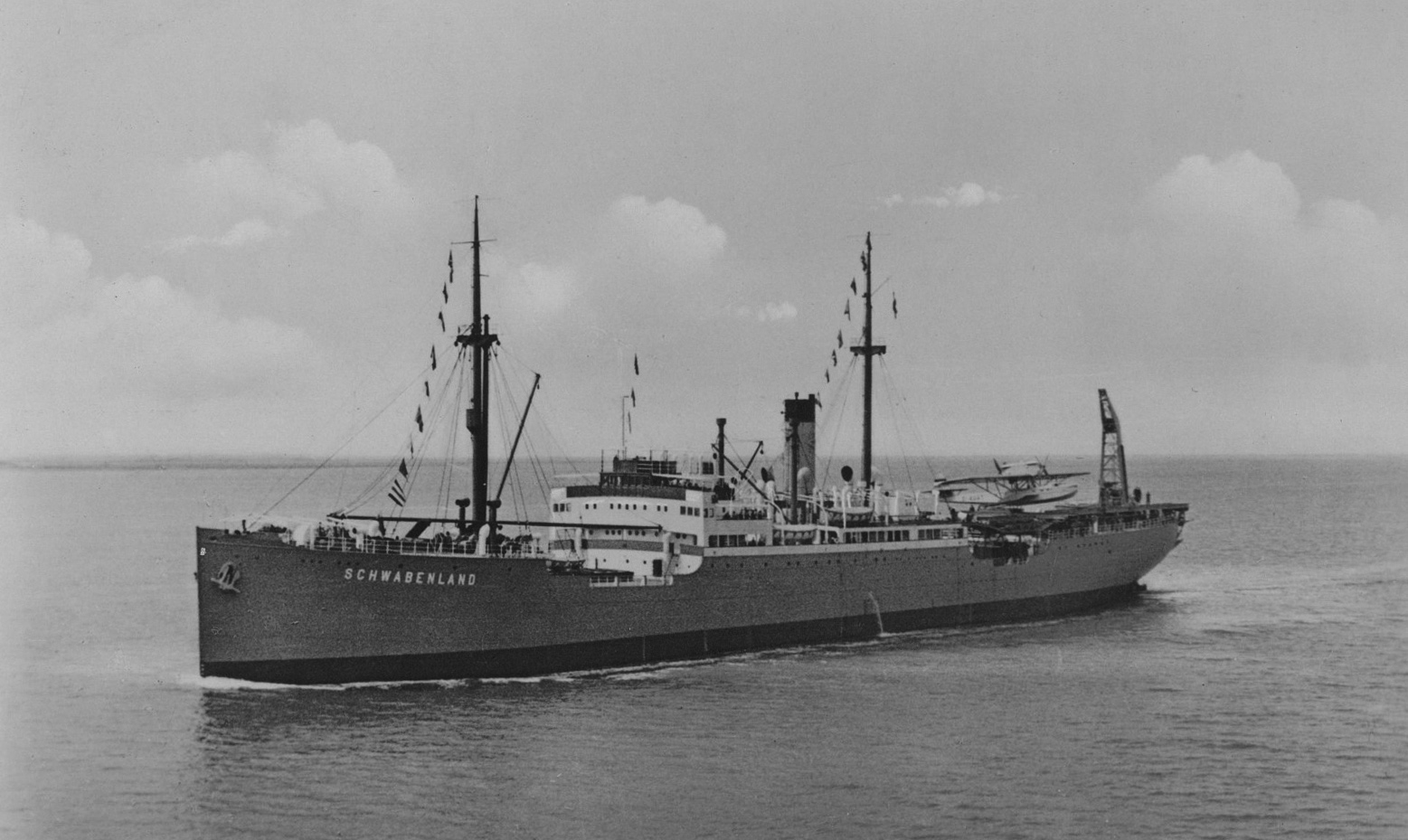
於1939年發現新士瓦本的士瓦本號

德國第三次遠征南極是在1938年至1939年進行，由納粹德國海軍船長阿爾弗雷德·里徹（Alfred Ritscher）領導的南極洲探險。这次遠征的目的是尋找一處適合作為德國捕鯨站的南極洲地區，以增加德國的鯨油產量。在當時，鯨油是生產肥皂和植物牛油最重要的原材料，而德國也是當時世上第二大挪威鯨油出產國。因此，德國不能僅僅依賴進口。另外，因為德國計劃將會在數年內與其他國家爆發戰爭，因此他們這樣做是想未雨綢繆。而遠征的另一個目的則是建立一個德國海軍基地。

於1938年12月17日，探險隊乘坐士瓦本號開始探險。這次探險是一個秘密的探險任務。探險隊共有33名成員，而士瓦本號則有24名船員，總計有57人參與是次遠征南極。於1939年1月19日，士瓦本號到達正被挪威聲稱擁有的毛德皇后地上的玛塔公主海岸。探險隊隨即將國旗插在浮冰上，聲稱擁有此地，並將該地命名為「新士瓦本」。之後，探險隊建立了一個臨時基地，並在接連數周探索了這一帶。七幅航空攝影測量圖亦於同一時間由士瓦本號上的兩架水上飛機拍攝。這兩架水上飛機亦放置了一些刻有納粹黨徽的標記。之後，這兩架水上飛機又拍攝了逾16.000幅的照片，且部份在戰後被里徹發佈。當時，探險隊發現的席爾馬赫綠洲，在現代成為了兩個研究站的所在地。

## 新士瓦本地名

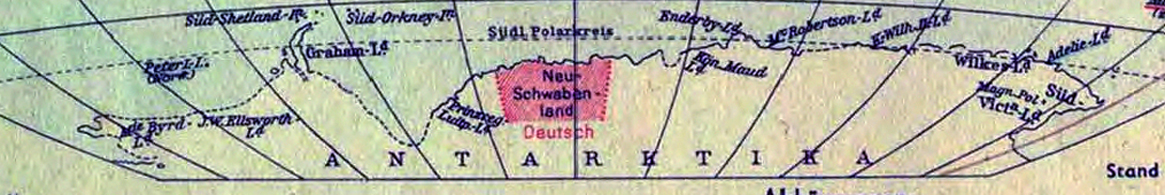
新士瓦本地圖

由於這一帶是由德國的探險隊發現，所以這一帶的地理特徵都是由探險隊命名。而此地的名稱「新士瓦本」至今仍被不少地圖使用。儘管如此，新士瓦本的部份地理特徵還沒有被命名，因此延至1950年代才為由約翰·謝爾德魯普·傑伯領導的英國挪威瑞典南極探險隊（NBSAE）命名。剩餘小部份的地理特徵則是於1958年至1959年期間由第六次挪威南極探險的探險隊命名。
- 阿爾曼山脊
- 阿兰峰
- 艾于谷山脊
- 东突堤山脊
- 波瑞阿斯冰原島峰（Boreas Nunatak）
- 博格山地
- 康拉德山
- 德里加爾斯基山
- 菲爾希納山
- 芬布爾冰架
- 盖斯纳峰
- 格奈斯科普夫峰
- 哈伯梅尔峰
- 洪堡山
- 伊斯谷（Isdalen Valley）
- 伊斯達爾塞加嶺
- 伊斯福斯尼帕峰
- 伊辛冰川
- 埃薩添迪峰（Istind Peak）
- 沼泽山
- 温特湖（Lake Untersee）
- 達爾曼山
- 克鲁格山
- 涅烏斯特魯耶夫山
- 齐默尔曼山
- 楚克胡特山
- 穆利格-霍夫曼山脈
- 奧爾萬山脈
- 帕耶山
- 彭克槽谷（Penck Trough）
- 彼得曼山脉
- 普羅伊朔夫山脉 （Preuschoff Range）
- 里徹峰
- 里彻高地（Ritscher Upland）
- 塞特冰斗（Saetet Cirque）
- 桑德格廷德峰
- 席尔马赫绿洲（Schirmacher Oasis）
- 沙茨基山
- 斯塔本山（Stabben Mountain）
- 斯托克瓦韋特山
- 南彼得曼山脈
- 斯维德鲁普山
- 特爾寧根峰
- 廷德凱爾帕（Tindeklypa）
- 前哨峰（Vorposten Peak）
- 魏普雷希特山脈
- 沃爾塔特山脈
- 日利納亞山
- 茨維瑟爾山

## 事後
儘管探險隊在新士瓦本插上了納粹德國的國旗，但德國卻沒有正式宣稱擁有此地。納粹德國亦沒有依照計劃中，在新士瓦本建立捕鯨站或海軍基地。直至1981年，德國才於新士瓦本建立格奧爾格·馮·諾伊邁爾站。德國對新士瓦本的領土要求因於第二次世界大戰戰敗而被強制取消，其領土擁有權自動送回挪威手中。
於1961年6月23日，南極條約體系正式生效。作為締約國的一員，挪威對包含新士瓦本在內的毛德皇后地的領土要求被凍結，致使挪威失去了對新士瓦本的管轄權。